# Hosakere, Gubbi
Hosakere là một làng thuộc tehsil Gubbi, huyện Tumkur, bang Karnataka, Ấn Độ.